# Can Soler de la Torre
Can Soler de la Torre, també coneguda com a Mas Güell, és una masia situada a la Colònia Güell (Baix Llobregat), inclosa en l'Inventari del Patrimoni Arquitectònic de Catalunya.

## Història
L'any 1444, quan el senyor de Sant Climent la va establir en emfiteusi a Joan Soler, era documentada com a Torre Burguesa. El 1688, Antoni Soler de la Torre i Rafael Julià van tenir un enfrontament amb les tropes del virrei duc de Vilafermosa durant la Revolta dels Barretines. Traït per un mosso de la seva casa, Soler de la Torre fou assassinat i el seu cap penjat en una cantonada del Palau de la Generalitat. La masia fou enderrocada i les terres arrasades i salades. El 1692 va ser reedificada per l'hereu Antoni Soler de la Torre i Tries.
A mitjans del segle xviii, la família va anar a viure a Sant Boi i la masia va quedar en mans de masovers. El 1862, després de la mort de Baldiri Soler de la Torre i Ubach (1791-1858), els seus germans Joan i Peronella van vendre la finca a l'industrial Joan Güell i Ferrer per 32.900 duros. A partir del 1890, el seu fill Eusebi Güell i Bacigalupi hi va construir una colònia tèxtil i va encarregar la rehabilitació de l'interior de la masia a l'arquitecte Francesc Berenguer i Mestres, deixeble i col·laborador de Gaudí, si bé alguns autors atribueixen l'obra a Josep Maria Jujol.
Durant la Guerra Civil, la masia va ser la Casa de la Vila. Els anys 1960, els Güell la vengueren a Maria Teresa Ferré i Pedret.

## Descripció
Es tracta d'una masia tradicional del tipus II de l'esquema de Josep Danés i Torras, amb teulada a dues vessants, amb aigües als costats i una petita visera ràfec a la façana.
A la llinda de les finestres del primer pis hi ha dues dates, la més antiga correspon al 1622, l'altra a 1700. Al centre, a la llinda del balcó hi ha el nom Antoni Solé.
A la part dreta de la casa hi ha adossada en angle recte a la façana principal una capella barroca dedicada a la Mare de Déu dels Dolors, amb un campanar d'espadanya de tres ulls situat en sentit transversal.
En angle, hi ha les instal·lacions i magatzems amb una cisterna seca on hi ha una escultura de pedra en forma de sol anomenada «el Soley», que fa pensar en un vell rellotge de sol, si bé el seu emplaçament és dubtós, car pràcticament tot el dia està a l'ombra.

### El Soley
Curiosa escultura en forma de sol que s'associa des de temps immemorial a la masia. En principi, el fet de tenir un forat en el lloc on hi hauria la boca, fa pensar en un rellotge de sol. En aquest cas l'emplaçament actual no seria aquest, car li toca l'ombra. També es podria aventurar una mena de distintiu-blasó improvisat del propietari inicial que es deia, tal com es llegeix a la façana de la masia, Antoni Solé i que donà nom a la casa, a tal punt que quan la finca era propietat d'Eusebi Güell encara es deia Can Soler de la Torre.